# 기타마쓰도역
기타마쓰도역(일본어: 北松戸駅, きたまつどえき)은 일본 지바현 마쓰도시에 있는 동일본 여객철도의 철도역이다.

## 역 구조
섬식 승강장 1면 2선 형태의 지상역으로, 교상역사를 보유하고 있다.

### 승강장
| 1 | ■ 조반 완행선 | 가시와 · 아비코 방면                               |
| 2 | ■ 조반 완행선 | 마쓰도 · 기타센주 · 요요기우에하라 · 가라키다 방면 |

## 역세권 정보
- 마쓰도 경륜장

## 역사
- 1952년 5월 1일 - 일본국유철도 조반 선 마쓰도 ~ 마바시 사이에 개업하였다. 당시에는 임시역이었으나, 1958년 보통역으로 승격되었다.
- 1987년 4월 1일 - 민영화에 따라 동일본 여객철도의 소속이 되었다.
- 2001년 11월 18일 - 스이카의 사용이 개시되었다.

## 인접역
| 동일본 여객철도          | 동일본 여객철도 | 동일본 여객철도          |
| ------------------------ | --------------- | ------------------------ |
| JL 22 마쓰도 아야세 방면 | 각역정차        | JL 24 마바시 도리데 방면 |